# Hujiafan Shuiku
Hujiafan Shuiku är en reservoar i Kina. Den ligger i provinsen Hubei, i den centrala delen av landet, omkring 250 kilometer väster om provinshuvudstaden Wuhan. Hujiafan Shuiku ligger 125 meter över havet. Arean är 1,9 kvadratkilometer. Trakten runt Hujiafan Shuiku består till största delen av jordbruksmark. Den sträcker sig 2,9 kilometer i nord-sydlig riktning, och 2,6 kilometer i öst-västlig riktning.
Genomsnittlig årsnederbörd är 1 199 millimeter. Den regnigaste månaden är augusti, med i genomsnitt 174 mm nederbörd, och den torraste är december, med 14 mm nederbörd.